# Indigofera berhautiana
Indigofera berhautiana är en ärtväxtart som beskrevs av Jan Bevington Gillett. Indigofera berhautiana ingår i släktet indigosläktet, och familjen ärtväxter. Inga underarter finns listade i Catalogue of Life.